# Зграда Градске управе у Бањој Луци
Зграда Градске управе (некада палата Банске управе или Банова зграда управе) објекат је у Бањој Луци у којем су смјештене институције Скупштине града, градоначелника и Градске управе града Бање Луке.

## Историја
Почетком 1931. године расписан је југословенски конкурс у београдској Политици и сарајевском Народном јединству, за израду идејних скица за палату Банске управе и Бански двор, а прву награду су добили архитекти из Београда Јованка Бончић Катеринић, Анђелија Павловић и Јован Ж. Ранковић. Паралелно са изградњом Банског двора, у марту 1931. године почела је и градња палате Банске управе. У Банској управи је планирано 150 соба са свим административно-управним апаратом Бановине. Објекти су свечано отворени 8. новембра 1932.

## Архитектура
Диспозиције објеката палате Банске управе и Банског двора су ријешене блоковским системом, са свјетларницима уз наглашено централно постављено степениште, смишљено и креативно, са задовољењем свих функција. Габарити обухватају углове улица, код којих се, излазећи фасадама на три стране, формирају затворени блокови. На овај начин здања Банског двора и Банске управе представљају чврсте завршне елементе постојећих цјелина, истовремено дјелујући као фасадно платно репрезентативног трга. Овакво архитектонско рјешење, које у себи садржи архитектонски израз обједињеног класицизма и елемената средњовјековног српског градитељства, са извученим и наглашеним пиластрима, те са декоративно обрађеним капителима и архиволтама које уоквирују полукружне отворе, у коначном рјешењу је дало градитељско остварење посебних вриједности.